# Terry Harper
Terrance Victor Harper (* 27. Januar 1940 in Regina, Saskatchewan) ist ein ehemaliger kanadischer Eishockeyspieler, der während seiner aktiven Karriere zwischen 1957 und 1981 unter anderem 1178 Spiele für die Canadiens de Montréal, Los Angeles Kings, Detroit Red Wings, St. Louis Blues und Colorado Rockies in der National Hockey League auf der Position des Verteidigers bestritten hat. Mit den Canadiens gewann er im Verlauf seiner Karriere insgesamt fünfmal den Stanley Cup.

## Karriere
Harper spielte während seiner Juniorenzeit zwischen 1957 und 1960 für die Regina Pats aus seiner Geburtsstadt in der Saskatchewan Junior Hockey League. Diese vertrat der Verteidiger zudem im Memorial Cup 1958, ehe er zur Saison 1960/61 in den Profibereich wechselte. Zunächst lief Harper in der Eastern Professional Hockey League auf, wo er zunächst für ein Jahr für die Royaux de Montréal und anschließend die Hull-Ottawa Canadiens aufs Eis ging.
Im Verlauf der Saison 1962/63 wurde der Abwehrspieler von den Canadiens de Montréal aus der National Hockey League verpflichtet. Diesen blieb Harper bis zum Ende der Spielzeit 1971/72 treu und gewann während dieses Zeitraums fünfmal den Stanley Cup mit den Canadiens. Zudem nahm er zweimal am NHL All-Star Game teil. Im Sommer 1972 wurde Harper im Tausch gegen ein Zweitrunden-Wahlrecht im NHL Amateur Draft 1974, den Erstrunden-Wahlrechten im NHL Amateur Draft 1975 und 1976 und dem 1975er-Drittrunden-Wahlrecht von Montréal zu den Los Angeles Kings transferiert. Dort fungierte der Kanadier nach seinem ersten Jahr und bis zum Wechsel zu den Detroit Red Wings im Juni 1975 als Mannschaftskapitän. Er bestritt während dieser Zeit zwei weitere All-Star Games. Im Trikot der Red Wings, wo er gemeinsam mit Dan Maloney und einem Zweitrunden-Wahlrecht im NHL Amateur Draft 1976 hingewechselt war, lief er ebenfalls als Kapitän auf. Im Tausch für die beiden Spieler und das Draft-Wahlrecht waren Marcel Dionne und Bart Crashley nach Los Angeles gewechselt.
Nach vier Spielzeiten bei den Red Wings zog sich Harper nach der Saison 1978/79 zunächst zurück, kehrte im März 1980 aber in die NHL zurück. Er unterschrieb bis zum Saisonende bei den St. Louis Blues, für die er insgesamt 14 Begegnungen absolvierte. Anschließend pausierte er fast wieder ein ganzes Jahr, bevor er sich im Februar 1981 für 15 Spiele den Colorado Rockies anschloss. Im Sommer 1981 beendete er im Alter von 41 Jahren seine aktive Karriere.

## Erfolge und Auszeichnungen
| - 1960 SJHL First All-Star Team - 1962 EPHL First All-Star Team - 1963 EPHL Second All-Star Team - 1965 NHL All-Star Game - 1965 Stanley-Cup-Gewinn mit den Canadiens de Montréal - 1966 Stanley-Cup-Gewinn mit den Canadiens de Montréal | - 1967 NHL All-Star Game - 1968 Stanley-Cup-Gewinn mit den Canadiens de Montréal - 1969 Stanley-Cup-Gewinn mit den Canadiens de Montréal - 1971 Stanley-Cup-Gewinn mit den Canadiens de Montréal - 1973 NHL All-Star Game - 1975 NHL All-Star Game |

## Karrierestatistik
(Legende zur Spielerstatistik: Sp oder GP = absolvierte Spiele; T oder G = erzielte Tore; V oder A = erzielte Assists; Pkt oder Pts = erzielte Scorerpunkte; SM oder PIM = erhaltene Strafminuten; +/− = Plus/Minus-Bilanz; PP = erzielte Überzahltore; SH = erzielte Unterzahltore; GW = erzielte Siegtore; 1 Play-downs/Relegation; Kursiv: Statistik nicht vollständig)